# Puccinia elytrariae
Puccinia elytrariae är en svampart som beskrevs av Henn. 1895. Puccinia elytrariae ingår i släktet Puccinia och familjen Pucciniaceae.   Inga underarter finns listade i Catalogue of Life.